# Máel Muire de Atholl
Máel Muire de Atholl (también Maelmare, n. 1037) fue un noble escocés, Mormaer de Atholl, a principios del siglo XII, hasta algún momento de la década de 1130. Según la saga Orkneyinga, Máel Muire era hijo de Duncan I de Escocia y hermano menor de Malcolm III de Escocia. Un Malmori d'Athótla aparece mencionado en una cita posterior al año 1130 en el libro de Deer. Si la cita en la saga es creíble, la mención en el libro se refiere al mismo personaje Máel Muire, y sorprende la longevidad ya que hubiera vivido más de 90 años. Es muy probable que su abuelo paterno Crínán, fuese también thane y Mormaer de Atholl. Máel Muire por lo tanto heredó el título en compensación por no tener derechos sobre la corona de Escocia. 